# Schultergelenk

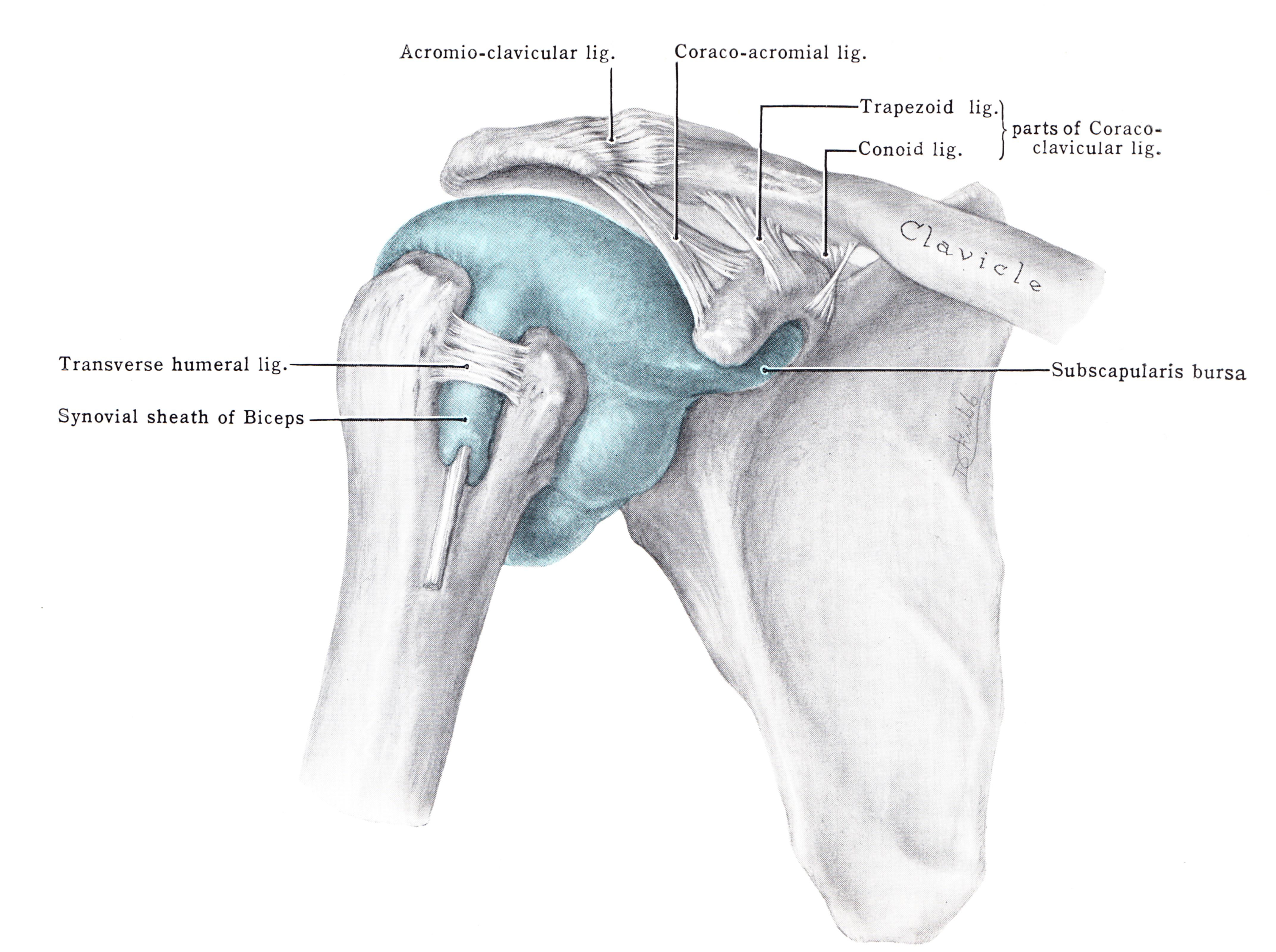
Rechtes Schultergelenk des Menschen von der Körpervorderseite her gesehen: grau Teile von Oberarmknochen (links) und Schulterblatt (rechts), blau Gelenkkapsel einschließlich links in den Oberarm ragender Scheide für eine Bizepssehne und rechts der unter den Rabenschnabelfortsatz ragenden Bursa subtendinea musculi subscapularis

Das Schultergelenk (lat. Articulatio humeri, auch Articulatio glenohumeralis, Glenohumeralgelenk, in der Veterinäranatomie auch Buggelenk) wird vom Oberarmkopf (Caput humeri) und der Schulterblattgelenkpfanne (Cavitas glenoidalis, kurz auch Glenoid) des Schulterblatts (Scapula) gebildet. Da dieses Gelenk vor allem durch Muskulatur gesichert ist und die Bewegungen kaum durch knöcherne Strukturen eingeschränkt werden, ist es das beweglichste Kugelgelenk des menschlichen Körpers. Dadurch sind aber Ausrenkungen (Luxationen) der Schulter relativ häufig, ebenso wie Muskel- und Sehnenrisse im Bereich der Rotatorenmanschette.
Der Artikel behandelt hauptsächlich das Schultergelenk bei Menschen.

## Knöcherne Strukturen und Gelenkflächen

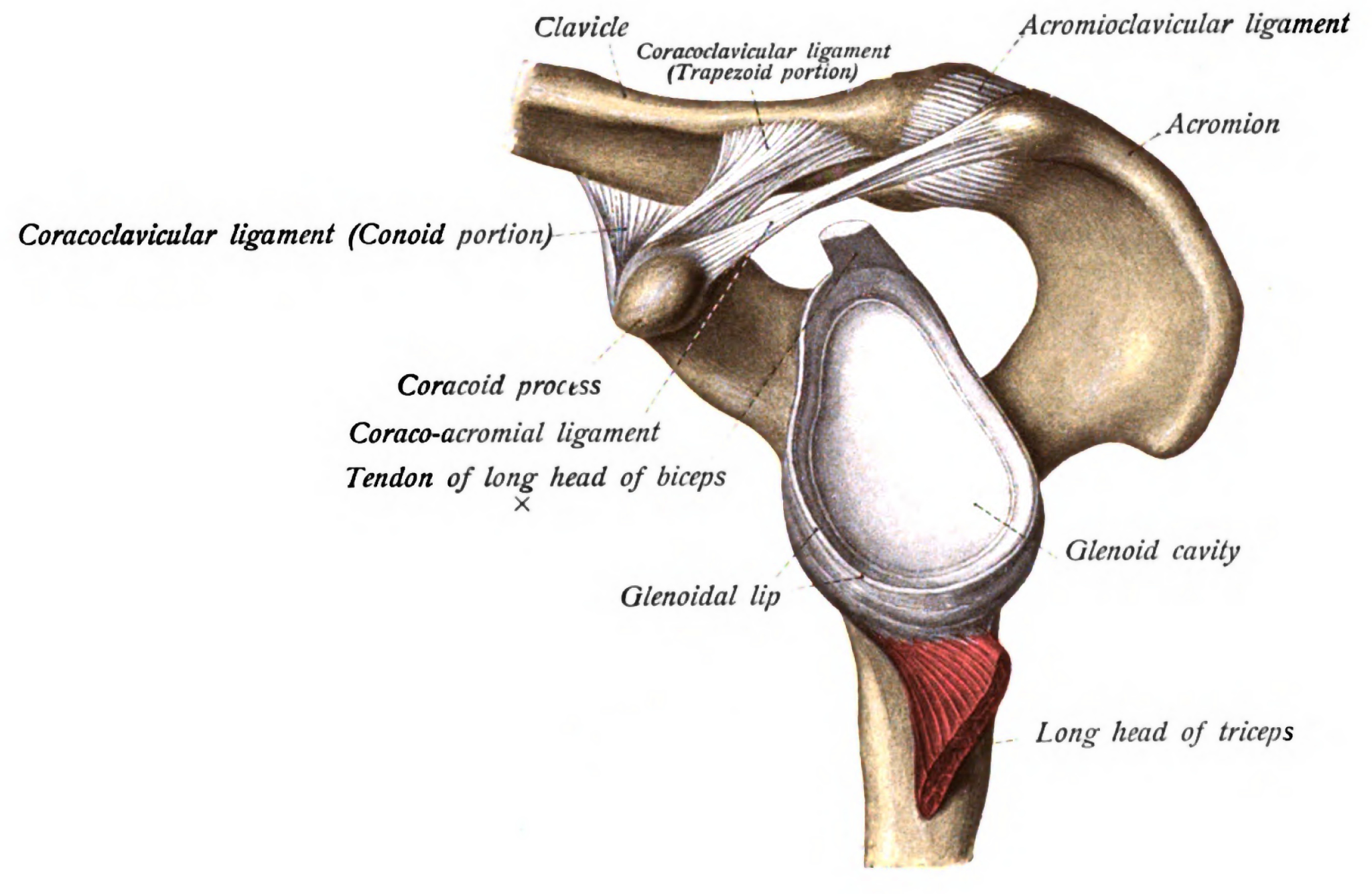
Teil des linken Schlüsselbeins (links oben) und des linken Schulterblatts von der linken Körperseite her gesehen. In der Mitte die Pfanne des Schultergelenks (Glenoid), links darüber der Rabenschnabelfortsatz, rechts oben das Akromion.

Der kugelförmige Kopf des Oberarmknochens (Humerus) fügt sich (getrennt durch Synovialflüssigkeit) in die längsoval geformten Gelenkfläche des Schulterblattes (Cavitas glenoidalis).
Das Glenoid ist flach und wie ein Teller geformt. Es ist oben (kranial) schmal und wird nach unten (kaudal) breiter. Es ist bei drei Viertel der Menschen um mittlere 7,4° gegen die Skapulaebenen nach hinten verkippt (retrovertiert). Der Durchmesser beträgt in der Sagittalebene mittlere 25 mm und in der Frontalebene mittlere 35 mm. Diese Gelenkfläche ist im Vergleich zum Oberarmknochenkopf (mittlerer Durchmesser 45 – 48 mm) klein und umschließt ihn daher nicht vollständig wie es beispielsweise im Hüftgelenk der Fall ist, sondern nur zu einem geringen Teil. Eine Vergrößerung der Kontaktfläche zwischen beiden Gelenkpartnern bildet eine drei bis vier Millimeter breite faserknorpelige Pfannenlippe (Labrum glenoidale), die an der Gelenkfläche befestigt ist, die die Kontaktfläche zum Humeruskopf vergrößert und gleichzeitig Ursprung der langen Bizepssehne und der glenohumeralen Bänder ist.
Der Oberarmkopf bildet mit dem Oberarmschaft einen Winkel von 130–150° und ist um 20–30° gegen eine Linie durch die Epikondylen am Ellenbogen nach hinten gedreht (retrovertiert).

## Gelenkkapsel
Die Gelenkkapsel des Schultergelenkes ist relativ weitläufig und schlaff. Schwanzwärts (caudal) befindet sich bei entspannter Haltung eine etwa ein Zentimeter lange Reservezone (Recessus axillaris), die einen großen Bewegungsspielraum bietet.
Die Gelenkkapsel sendet einen Ausläufer um die Ursprungsehne des Musculus biceps brachii und bildet damit eine so genannte Kapselsehnenscheide.
Bei Pferden gibt es einen kleinen Muskel, der die Gelenkkapsel strafft und vor Einklemmung schützt, den Musculus articularis humeri.

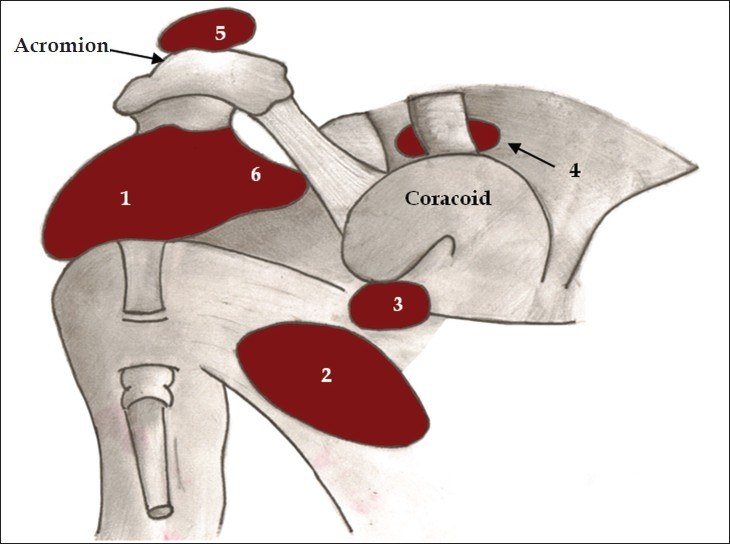
Blick auf die linke Schulter von der Körpervorderseite, schematisch, in Rot einige Schleimbeutel im Verhältnis zu Akromion und Rabenschnabelfortsatz (bezeichnete graue Teile; für Schleimbeutel-Bezeichnungen Bild anklicken).

## Schleimbeutel
Mehrere Schleimbeutel (Bursae) spielen eine wichtige Rolle für die Funktion des Schultergelenkes, darunter:
- Die Bursa subtendinea musculi subscapularis liegt unter der Sehne des Musculus subscapularis und vermindert die zwischen Sehne und Schulterblatt auftretende Reibung. Durch eine ovale Öffnung (Foramen ovale, Weitbrecht)[3] kommuniziert sie mit der Gelenkhöhle.
- Die Bursa subcoracoidea ist ein unterhalb des rabenschnabelartigen Fortsatzes des Schulterdaches (Processus coracoideus) gelegener Reserveraum des Gelenkes. Sie kommuniziert ebenfalls mit der Gelenkhöhle.
- Die Bursa subacromialis und die Bursa subdeltoidea werden auch als subakromiales Nebengelenk bezeichnet. Durch diese beiden Schleimbeutel ist bei der Abspreizbewegung (Abduktion) des Armes die Verschieblichkeit des großen Oberarmknochenrollhügels (Tuberculum majus humeri) unter die Schulterhöhe (Akromion) gewährleistet.

## Bänder

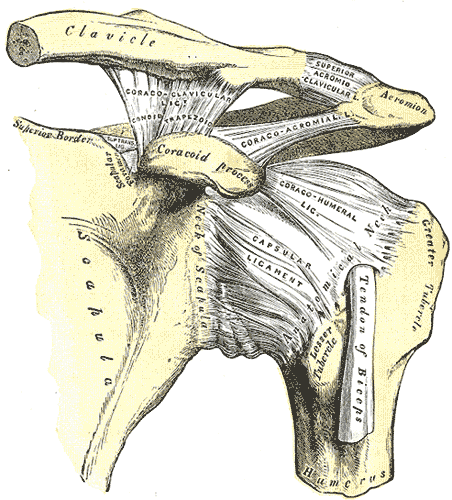
Schultergelenk mit Bandapparat

Das Schultergelenk hat in Relation zu seiner Beanspruchung gesehen einen sehr schwach ausgebildeten Bandapparat, der nur aus vier Bändern besteht: Ligamentum coracohumerale, Ligamentum coracoglenoidale, Ligamentum coracoacromiale und die Ligamenta glenohumeralia. Eine Führung durch Bänder ist daher nicht gegeben. Das Ligamentum transversum humeri stabilisiert die Bizepssehne im Sulcus intertubercularis des Oberarmknochens.

## Muskulatur
Die Führung und Absicherung des Schultergelenkes erfolgt durch manschettenartig umschließende Muskeln, die so genannte Rotatorenmanschette. Sie leistet einen wesentlich höheren Beitrag zur Stabilität als die Bänder und übernimmt somit die Hauptsicherung des Gelenkes. Daneben tragen auch die Sehne des langen Kopfes des Musculus biceps brachii, der Musculus deltoideus, der Musculus pectoralis major und andere Muskeln zur Stabilisierung und Führung der Schulter bei.
Durch das Zusammenspiel dieser Muskeln in Verbindung mit der Bewegungsfreiheit des Schultergelenks wird beim Wurf die höchste gemessene Geschwindigkeit des menschlichen Körpers erreicht. Das Herausbilden der biomechanischen Eigenschaften dafür wird auf die Zeit des Homo erectus vor etwa zwei Millionen Jahren datiert.

## Freiheitsgrade
Durch den Aufbau als Kugelgelenk bedingt, ist die Bewegung des Armes in allen drei Ebenen und Achsen möglich. Einen wesentlichen Beitrag zur Beweglichkeit leisten beim Menschen die beiden anderen Teilgelenke des Schultergürtels (Articulatio acromioclavicularis und Articulatio sternoclavicularis) sowie das Gleiten des Schulterblattes auf der Rückseite des Brustkorbs. Je nach Erfordernissen werden durch die Beweglichkeit dieser Gelenke die Positionen von Schlüsselbein (Clavicula) und Schulterblatt modifiziert.
Für die Praxis ist davon auszugehen, dass kaum eine Bewegung des Armes auf eine alleinige Bewegung des Schultergelenkes zurückzuführen ist. Das Zusammenspiel der Gelenkgruppe ist daher bei der Bewertung von Bewegungseinschränkungen mit zu berücksichtigen. Die Normwerte folgen den Angaben auf den Messblättern der Deutschen Gesetzlichen Unfallversicherung, die bei medizinischen Begutachtungen Verwendung finden:
- Sagittal
  - Anteversion bis 90° im Schultergelenk, eine Elevation darüber hinaus bis 150–170° ist nur unter Mitwirkung des Schultergürtels möglich
  - Retroversion bis 40°
- Frontale
  - Abspreizbewegung (Abduktion) bis 90° im Schultergelenk, weitere Elevation mit Beteiligung des Schultergürtels bis 150–170° und vollständige Elevation (180°) durch Dorsalextension der Wirbelsäule mit Außenrotation des Humerus
  - Heranführungsbewegung (Adduktion) bis 20–40°
- Vertikale Achse
  - Einwärtsdrehung (Innenrotation) bis 95° mit dem Körper anliegendem Arm und bis 70° mit einem um 90° abgespreiztem (abduziertem) Oberarm
  - Auswärtsdrehung (Außenrotation) bis 40–60° mit dem Körper anliegendem Oberarm und bis 70° mit einem um 90° abgespreiztem (abduziertem) Oberarm

### Besonderheiten bei Tieren
Bei den Säugetieren, die eher Laufbewegungen ausführen, ist das Schultergelenk zwar ebenfalls ein Kugelgelenk, durch die Anordnung der Muskulatur ist es aber soweit in seiner Bewegung eingeschränkt, dass nur noch Beugung (Flexion) und Streckung (Extension) möglich sind, also das Gelenk nur in einer Richtungsachse bewegt wird (so genanntes Wechselgelenk).

## Erkrankungen

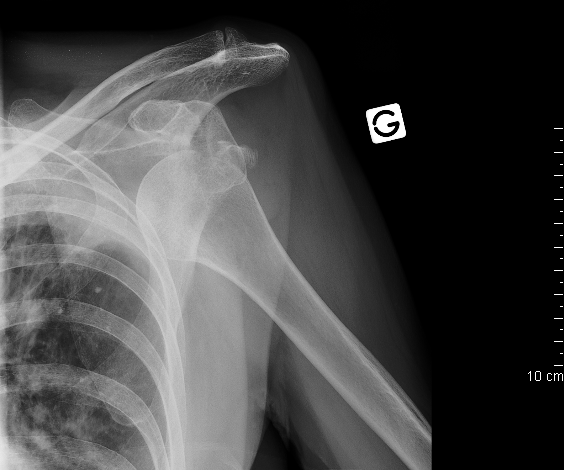
Röntgenaufnahme einer Schultergelenksluxation

Eine relativ häufige Verletzung des Gelenkes stellt die Ausrenkung (Schulterluxation) dar, wobei der Oberarmkopf aus der Gelenkpfanne des Schulterblattes springt. Die Reposition (Einrenkung) kann meist nichtoperativ erfolgen. Mitunter kann sich aus einer ersten traumatischen Luxation eine habituelle Luxation entwickeln, wenn das Gelenk instabil geworden ist. Eine Luxation des Acromioclaviculargelenks wird als Schultereckgelenksverrenkung bezeichnet.

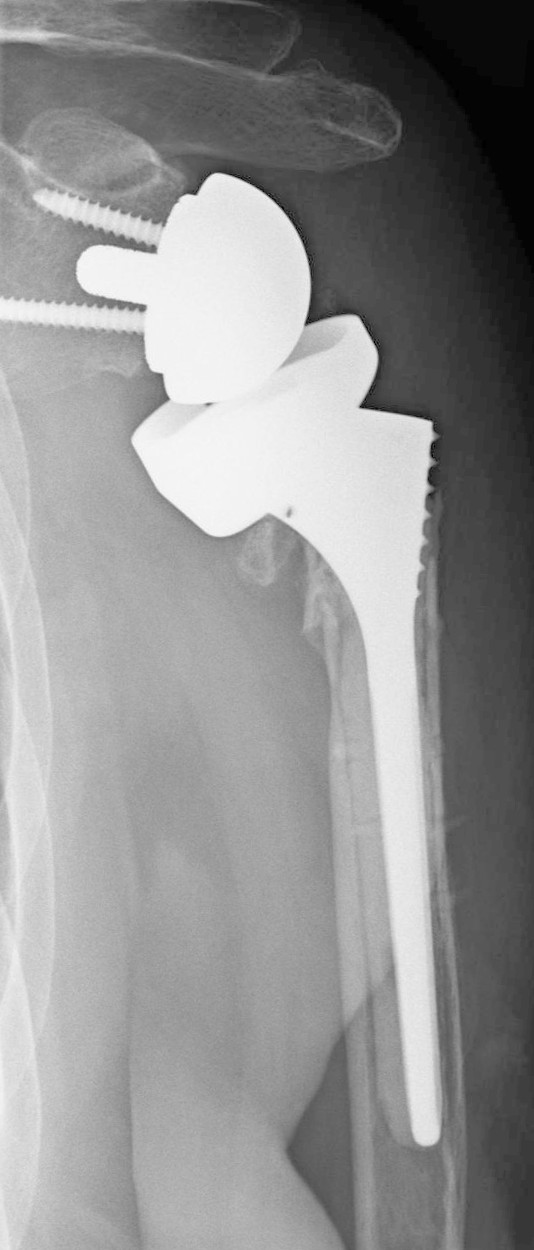
Inverse Schulterprothese

Zur Behandlung von Arthrosen oder nach Unfällen gibt es auch beim Schultergelenk etwa seit 1995 künstliche Gelenkersätze (Endoprothesen). Das Bild zeigt die Röntgenaufnahme einer inversen Prothese des Schultergelenks – „invers“, weil der Gelenkkopf am Schulterblatt und die Pfanne am Oberarmknochen angebracht wurde.
Siehe auch: Frozen Shoulder, Bankart-Läsion, Hill-Sachs-Läsion, Glenoidfraktur und SLAP-Läsion